# Filologia semitica
La filologia semitica è un ramo della filologia che studia le lingue semitiche, la loro evoluzione e la loro tradizione testuale. Comprende l’analisi di testi in lingue come l’ebraico, l'aramaico, l'arabo, l’accadico e il fenicio, ed esplora le connessioni tra queste lingue all'interno della famiglia linguistica afroasiatica.

## Storia e ambito di studio
Gli studi semitici risalgono al Rinascimento, quando studiosi europei iniziarono a interessarsi ai testi biblici e alle culture del Vicino Oriente. La disciplina si è evoluta nei secoli grazie all’influenza della linguistica comparativa e degli studi biblici, assumendo una struttura accademica formale tra il XIX e il XX secolo. Le università moderne, come l’Università Complutense di Madrid e l’Università di Torino, offrono programmi di filologia semitica che includono lo studio di grammatica, storia, e tradizione culturale delle lingue semitiche, da quelle antiche a quelle medievali e moderne.

## Metodi e approcci
La filologia semitica adotta una metodologia comparativa per analizzare le strutture grammaticali, fonetiche e morfologiche delle lingue semitiche, studiando anche le loro scritture. Dalla cuneiforme dell’accadico fino ai primi alfabeti dell’aramaico e del fenicio, questo campo include lo studio delle modalità di trasmissione e di conservazione dei testi sacri e letterari, che hanno attraversato secoli di tradizione orale e scritta. Gli studiosi impiegano anche tecniche moderne, tra cui l’analisi digitale dei manoscritti, per preservare e studiare testi rari o danneggiati.

## Principali aree di ricerca
Tra i temi di ricerca principali nella filologia semitica ci sono:
- La comparazione grammaticale e lessicale delle lingue semitiche, tra cui l’ebraico biblico, il siriaco e l’arabo classico.
- Lo studio delle varianti testuali e delle tradizioni manoscritte, come quelle della Bibbia ebraica e dei Targum, oltre che dei testi in aramaico e siriaco.
- La ricerca sulle lingue semitiche minori, come l’accadico e il fenicio, che rivelano informazioni preziose sulle antiche civiltà del Medio Oriente e sulla nascita dei sistemi alfabetici.
- L’analisi della cultura religiosa e letteraria ebraica, islamica e cristiana, comprese le relazioni intertestuali e la letteratura di polemica tra ebrei, cristiani e musulmani, tema centrale negli studi di studiosi come Amparo Alba Cecilia.[5]

## Importanza e applicazioni
La filologia semitica offre una chiave per comprendere non solo la storia linguistica del Medio Oriente, ma anche la trasmissione di idee religiose, filosofiche e culturali tra le civiltà antiche. Le sue applicazioni si estendono agli studi biblici, alla linguistica storica e alla storia delle religioni, fornendo strumenti per l’interpretazione critica di testi che hanno avuto un profondo impatto su molte culture. La disciplina contribuisce inoltre alla conservazione del patrimonio culturale e all’analisi delle relazioni tra le lingue semitiche e quelle della famiglia afroasiatica.